# اللوبي الفلسطيني في الولايات المتحدة

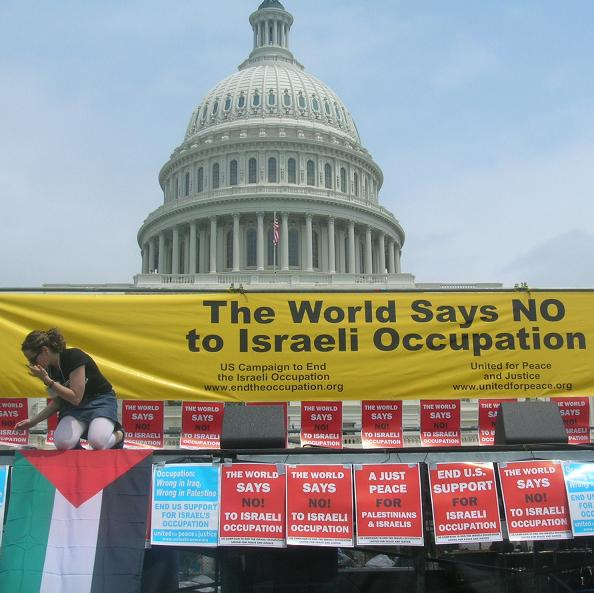
مسيرة «العالم يقول لا للاحتلال الإسرائيلي»، 10 يونيو 2007، في مبنى الكابيتول الأمريكي، برعاية الحملة الأمريكية لإنهاء الاحتلال الإسرائيلي (الآن الحملة الأمريكية من أجل الحقوق الفلسطينية) والاتحاد من أجل السلام والعدالة.

يتم تنظيم اللوبي الفلسطيني في الولايات المتحدة من قبل عدد من المنظمات، العديد منها أعضاء في الحملة الأمريكية من أجل حقوق الفلسطينيين. وتشمل هذه المنظمات مجموعات السلام والمناهضة للحرب وحقوق الإنسان والجماعات العربية والمسلمة الأمريكية. وتشمل تكتيكاتهم التعليم والاحتجاج والعصيان المدني والضغط.

## تاريخ
ظهر النشاط السياسي ضد الاحتلال لأول مرة في أعقاب حرب الأيام الستة عندما احتلت إسرائيل الضفة الغربية وغزة ومرتفعات الجولان من الأردن ومصر وسوريا.

## المنظمات

### المنظمات العربية الأمريكية
- اللجنة الأمريكية العربية لمناهضة التمييز (ADC)، التي أسسها السناتور الأمريكي جيمس أبو رزق عام 1980، تصف الاحتلال الإسرائيلي للأراضي الفلسطينية بأنه «العقبة الأولى أمام السلام».[7]
- تسعى مجموعة العمل الأمريكية الخاصة بفلسطين (ATFP) إلى إنهاء الاحتلال من خلال المفاوضات بين إسرائيل والفلسطينيين، على أساس القانون الدولي. وهي تعتقد أن هذا يصب في المصلحة الوطنية للأمريكيين والفلسطينيين والإسرائيليين. ويركز عملها على «الجهد المبذول لخلق هذه الكتلة الحرجة لإنهاء الاحتلال».[8]
- المعهد العربي الأمريكي (AAI)، الذي أسسه جيمس زغبي عام 1985، يضغط من أجل إنهاء المستوطنات الإسرائيلية، ويحتج على ما يعتبره انتهاكات لحقوق الإنسان في الضفة الغربية وغزة، ويدعم حل الدولتين.[9]
- يهدف مركز فلسطين إلى الجمع بين المجتمعات الأمريكية والفلسطينية للتعرف على سعي الشعب الفلسطيني من أجل السيادة والحقوق المدنية والسياسية وإنهاء الاحتلال الإسرائيلي للقدس الشرقية والضفة الغربية وقطاع غزة ومخيمات اللاجئين المحيطة.
- يشير مجلس الشؤون العامة للمسلمين (MPAC) إلى أنه على الرغم من قرارات الأمم المتحدة، تواصل إسرائيل توسيع مستوطناتها. وهو يدعو للحوار والدبلوماسية لإنهاء الصراع.
- إن الكونجرس الفلسطيني الأمريكي، الذي تأسس عام 1995، «يلتزم بالمبادئ القائلة بأن الشعب الفلسطيني وحدة وطنية لا تتجزأ، وأن فلسطين وطنه القومي».[10] وتؤكد أنه وفقا للقانون الدولي لا يمكن ضم الأراضي الفلسطينية طالما أن «الشعب المحتل لا يزال يقاوم الاحتلال».[11]

### منظمات أخرى
- ينشر تقرير واشنطن عن شؤون الشرق الأوسط العديد من المقالات حول الاحتلال[12] ويحتفظ بسجل مستمر للمساعدات الأمريكية لإسرائيل التي تدعم هذا الاحتلال.[13]

- مجلس المصلحة الوطنية (CNI) يعارض احتلال إسرائيل للأراضي الفلسطينية منذ حرب الأيام الستة.[14]
- لجنة مينونايت المركزية تبحث عن الوسائل الاقتصادية لإنهاء احتلال ما تسميه «فلسطين / إسرائيل». وهو يقترح مقاطعة اقتصادية من قبل جميع المسيحيين في إسرائيل، بما في ذلك سحب استثمارات الشركات التي تتعامل مع إسرائيل.[15] دعا الناشط في مؤسسة تحدي الألفية، آلان ويفر، إلى حل الدولة الواحدة، وكتب «هل من الممكن ألا يكون المستقبل ثنائي القومية في دولة واحدة حيث يجلس الفلسطينيون والإسرائيليون على حد سواء بأمان تحت الكرمة والتين؟»[16]
- لجنة أمريكا لخدمات الأصدقاء (AFSC) تعارض المستوطنات في الأراضي المحتلة.[17] في كانون الأول (ديسمبر) 2008، كتب المجلس رسالة مفتوحة إلى الرئيس أوباما، يحث فيها الضغط الأمريكي لوقف الحرب في غزة وفتح مفاوضات مع حماس.[18] كمنظمة كويكر تعارض جميع الحروب، كانت AFSC نشطة في إسرائيل وفلسطين، ودعم السلام، والمستنكفين ضميريًا، واللاعنف.[19]
- في عام 2004، دعت الكنيسة المشيخية (الولايات المتحدة الأمريكية)، التي عارضت منذ فترة طويلة احتلال فلسطين، إلى «سحب انتقائي مرحلي للاستثمارات وفقًا لسياسة الجمعية العامة بشأن الاستثمار الاجتماعي.»[20]

## النقاد
ينتقد مايكل لويس مدير تحليل السياسات في لجنة الشؤون العامة الأمريكية الإسرائيلية، عددًا من الجماعات المناهضة للاحتلال، معتبراً أن أهدافها هي «دق إسفين بين حكومة الولايات المتحدة وإسرائيل؛ لتقويض الدعم العام والحكومي لإسرائيل في الولايات المتحدة، و (خاصة منذ حرب 1973) لوقف المساعدات الحكومية الأمريكية لإسرائيل».
في كتابه في الخنادق: خطابات وكتابات مختارة لناشط يهودي أمريكي، ديفيد إيه هاريس، المدير التنفيذي للجنة اليهودية الأمريكية يقول إن على إسرائيل أن تشرح «كيف حدث الاحتلال» ويرفض محاولات الفلسطينيين لكسب التعاطف كشعب محتل باعتبارها «عبارات طنانة».